# فیلم‌شناسی مورگان فریمن

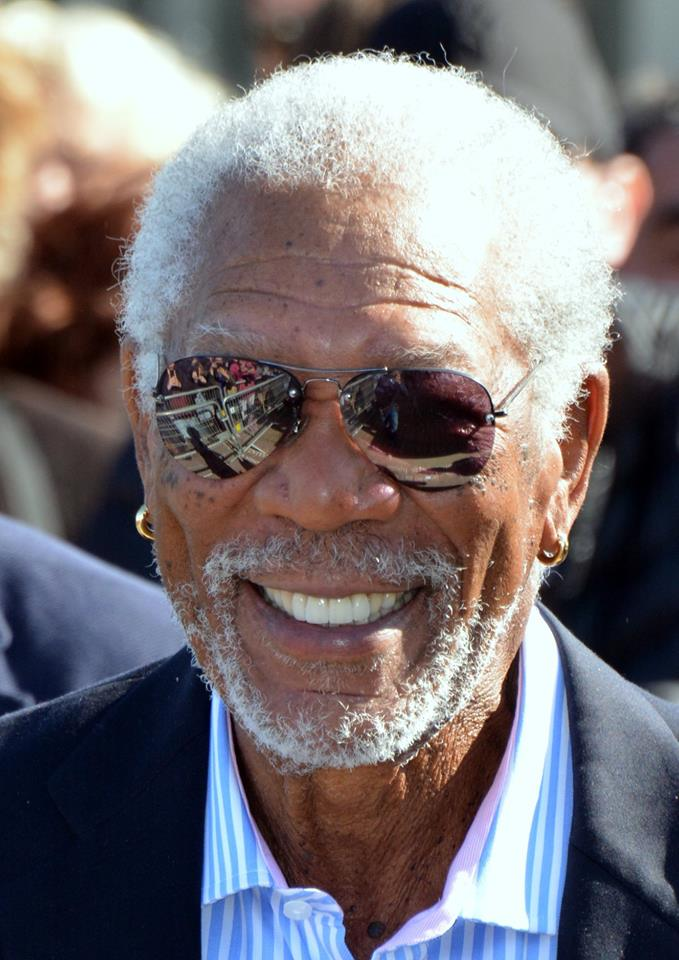
مورگان فریمن در سپتامبر ۲۰۱۸

مورگان فریمن بازیگر و کارگردان آمریکایی است که در طول پنج دهه فعالیت خود در سینما، تلویزیون و تئاتر حضور داشته است. فیلم آغازین او یک شخصیت تک‌جلوه در فیلم درام گروبردار (۱۹۶۴) به کارگردانی سیدنی لومت بود. فریمن همچنین اولین اجرای صحنهٔ خود را در همان سال با حضور در سلام عزیزم! انجام داد. او این کار را با حضور در صحنه‌های عاشقان نیگر (۱۹۶۷)، ده‌ها (۱۹۶۹)، نمایشگاه (۱۹۶۹) و موزیکال پرلی (۱۹۷۱–۱۹۷۰) ادامه داد. او شخصیت‌های مختلفی را در مجموعهٔ تلویزیونی کودکان شرکت برق(۱۹۷۷–۱۹۹۱) بازی کرد. فریمن پیش از دستیابی به موفقیت در سال ۱۹۸۷ در مهارت شهرنشینی، در سال ۱۹۸۴ در فیلم آموزگارها و در سال ۱۹۸۵ در ماری ظاهر شد. نقش او نامزد جایزه اسکار بهترین بازیگر نقش مکمل مرد شد. او دو سال بعد در فیلم جنگی افتخار (۱۹۸۹) ظاهر شد و بعد در فیلم کمدی-درام رانندگی برای خانم دیزی (۱۹۸۹) بازی کرد. فریمن برای بازی در فیلم دوم برندهٔ جایزه گلدن گلوب بهترین بازیگر مرد فیلم موزیکال یا کمدی و نامزد جایزه اسکار بهترین بازیگر نقش اول مرد شد.
در دههٔ ۱۹۹۰، فریمن در فیلمهای بسیاری چون فیلم ماجراجویانهٔ رابین هود: شاهزاده دزدان (۱۹۹۱) در مقابل کوین کاستنر، درام رستگاری در شاوشنک (۱۹۹۴) همراه با تیم رابینز، تریلر روانشناختی هفت (۱۹۹۵)، درام تاریخی آمیستاد(۱۹۹۷)، تریلر مجرمانهٔ دختران را ببوس (۱۹۹۷) و فیلم تخیلی تأثیر عمیق (۱۹۹۸) بازی کرد. نقش فریمن در فیلم رستگاری در شاوشنک دومین نامزدی او در جایزهٔ اسکار بهترین بازیگر نقش اول مرد بود. در سال ۲۰۰۳، او نقش خدا را در کمدی بروس قادر مطلق در مقابل جیم کری بازی کرد. سال بعد، فریمن نقش ادی دوپریس (آهن قراضه) را در فیلم اکشن کلینت ایستوود به نام محبوب میلیون دلاری (۲۰۰۴) بازی کرد که برندهٔ جایزهٔ اسکار بهترین بازیگر نقش مکمل مرد شد.
فریمن در سه‌گانه بتمن آغاز می‌کند (۲۰۰۵)، شوالیه تاریکی (۲۰۰۸)، شوالیه تاریکی برمی‌خیزد (۲۰۱۲) نقش لوسیوس فاکس را بازی کرد. در همین زمان‌ها، او همچنین در فهرست باکت (۲۰۰۷) مقابل جک نیکلسون، تحت تعقیب (۲۰۰۸) با آنجلینا جولی و شکست‌ناپذیر (۲۰۰۹) با مت دیمون ظاهر شد. در سال ۲۰۱۱، فریمن جایزه یک عمر دستاورد هنری بنیاد فیلم آمریکا را از بنیاد فیلم آمریکا دریافت کرد. او دو سال بعد در تریلر اکشن المپیوس سقوط کرده‌است (۲۰۱۳)، فیلم علمی تخیلی فراموشی (۲۰۱۳)، اکنون مرا می‌بینی (۲۰۱۳) و کمدی آخرین وگاس به ایفای نقش پرداخت. در سال ۲۰۱۴، فریمن در فیلم‌های علمی تخیلی برتری و لوسی ظاهر شد.
فریمن همچنین راوی چندین مستند و سریال تلویزیونی همچون سفر عظیم (۱۹۹۶)، برده‌داری و ساخت آمریکا (۲۰۰۴)، رژه پنگوئن‌ها (۲۰۰۵) و شکستن تابو (۲۰۱۱) بوده‌است. او همچنین میزبان و راوی سریال گذر از کرم‌چاله از ۲۰۱۰ تا ۲۰۱۷ بوده‌است.

## سینمایی

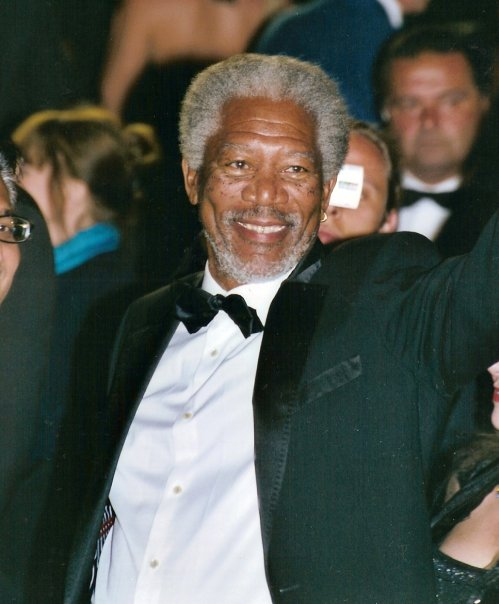
مورگان فریمن در جشنواره کن، سال ۲۰۰۵

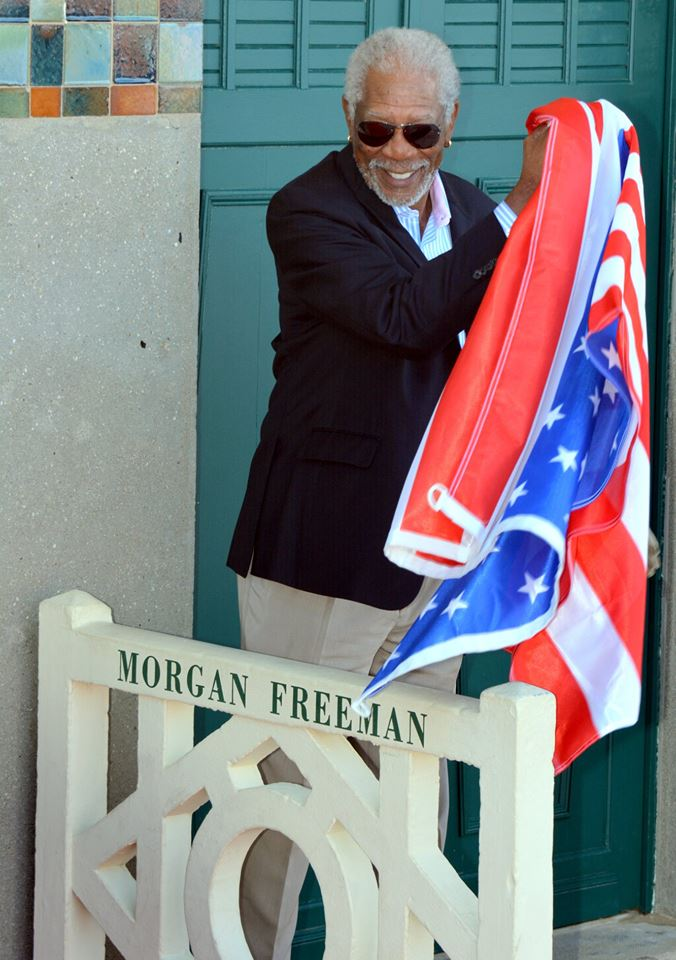
فریمن در سال ۲۰۱۸

| سال  | عنوان                                          | نقش                         | توضیحات                           | منبع          |
| ---- | ---------------------------------------------- | --------------------------- | --------------------------------- | ------------- |
| ۱۹۶۴ | گروبردار                                       | مرد در خیابان               | تک‌جلوه                            | [ ۱۰ ]        |
| ۱۹۶۶ | مردی به نام آدم                                | ناشناخته                    | تک‌جلوه                            | [ ۱۱ ]        |
| ۱۹۶۸ | کجا بودی وقتی چراغ‌ها خاموش شدند؟               | مسافر بزرگ مرکزی            | تک‌جلوه                            | [ ۱۲ ]        |
| ۱۹۷۱ | چه کسی گفته نمی‌توانم سوار یک رنگین کمان بشوم!  | افرو                        |                                   | [ ۱۳ ]        |
| ۱۹۸۰ | بروبیکر                                        | والتر                       |                                   | [ ۱۴ ]        |
| ۱۹۸۰ | آتیک                                           | هاپ ریچاردز                 |                                   | [ ۱۵ ]        |
| ۱۹۸۱ | شاهد عینی                                      | ستوان بلک                   |                                   | [ ۱۶ ]        |
| ۱۹۸۴ | آموزگارها                                      | لوئیس                       |                                   | [ ۱۷ ]        |
| ۱۹۸۴ | هری و پسر                                      | سیمانوفسکی                  |                                   | [ ۱۸ ]        |
| ۱۹۸۵ | ماری                                           | چارلز تروبر                 |                                   | [ ۱۹ ]        |
| ۱۹۸۵ | آن آنوقت بود… این اکنون است                    | چارلی                       |                                   | [ ۲۰ ]        |
| ۱۹۸۷ | مهارت شهرنشینی                                 | سیاه سریع                   |                                   | [ ۲۱ ]        |
| ۱۹۸۸ | پاک و هوشیار                                   | کریگ                        |                                   | [ ۲۲ ]        |
| ۱۹۸۹ | افتخار                                         | جان راولینز                 |                                   | [ ۲۳ ]        |
| ۱۹۸۹ | رانندگی برای خانم دیزی                         | هاوک کالبرن                 |                                   | [ ۲۴ ]        |
| ۱۹۸۹ | به من تکیه کن                                  | جو لوییز کلارک              |                                   | [ ۲۵ ]        |
| ۱۹۸۹ | جانی خوش‌قیافه                                  | ستوان درونس                 |                                   | [ ۲۶ ]        |
| ۱۹۹۰ | جنگ داخلی                                      | فردریک داگلاس               | صداپیشه                           | [ ۲۷ ]        |
| ۱۹۹۰ | آتش غرور                                       | قاضی وایت                   |                                   | [ ۲۸ ]        |
| ۱۹۹۱ | رابین هود: شاهزاده دزدان                       | ازیم                        |                                   | [ ۲۹ ]        |
| ۱۹۹۲ | نابخشوده                                       | ند لوگان                    |                                   | [ ۳۰ ]        |
| ۱۹۹۲ | قدرت فرد                                       | جیل پیت                     |                                   | [ ۳۱ ]        |
| ۱۹۹۳ | بوفا!                                          | –                           | کارگردان                          | [ ۳۲ ]        |
| ۱۹۹۴ | رستگاری در شاوشنک                              | الیس بوید «رد» ردینگ، راوی  |                                   | [ ۳۳ ]        |
| ۱۹۹۵ | شیوع                                           | ژنرال بیلی فورد             |                                   | [ ۳۴ ]        |
| ۱۹۹۵ | هفت                                            | کارآگاه سامرست              |                                   | [ ۳۵ ]        |
| ۱۹۹۶ | واکنش زنجیره‌ای                                 | پل شانون                    |                                   | [ ۳۶ ]        |
| ۱۹۹۶ | مال فلاندرز                                    | هیبل                        |                                   | [ ۳۷ ]        |
| ۱۹۹۷ | آمیستاد                                        | تئودور جادسون               |                                   | [ ۳۸ ]        |
| ۱۹۹۷ | دختران را ببوس                                 | الکس کراس                   |                                   | [ ۳۹ ]        |
| ۱۹۹۸ | تأثیر عمیق                                     | رئیس‌جمهور تیم بک            |                                   | [ ۴۰ ]        |
| ۱۹۹۸ | باران سخت                                      | جیم                         |                                   | [ ۴۱ ]        |
| ۲۰۰۰ | پرستار بتی                                     | چارلی                       |                                   | [ ۴۲ ]        |
| ۲۰۰۰ | تحت سوء ظن                                     | ویکتور بنزت                 | همچنین تهیه‌کننده اجرایی           | [ ۴۳ ] [ ۴۴ ] |
| ۲۰۰۱ | همراه یک عنکبوت آمد                            | الکس کراس                   | همچنین تهیه‌کننده اجرایی           | [ ۴۵ ]        |
| ۲۰۰۲ | مجموع همه ترس‌ها                                | ویلیام کابوت                |                                   | [ ۴۶ ]        |
| ۲۰۰۲ | جرایم سنگین                                    | چارلی گریمز                 |                                   | [ ۴۷ ]        |
| ۲۰۰۳ | بروس قادر مطلق                                 | خدا                         |                                   | [ ۴۸ ]        |
| ۲۰۰۳ | به دنبال رؤیا                                  | سرهنگ ابراهیم کورتیس        |                                   | [ ۴۹ ]        |
| ۲۰۰۳ | سبک‌سری                                         | کشیش مایلز ایوانز           | همچنین تهیه‌کننده اجرایی           | [ ۵۰ ]        |
| ۲۰۰۳ | گناهکار انجمن                                  | ستوان ردینگ                 |                                   | [ ۵۱ ]        |
| ۲۰۰۴ | جهش بزرگ                                       | والتر کروز                  |                                   | [ ۵۲ ]        |
| ۲۰۰۴ | محبوب میلیون دلاری                             | ادی دوپریس (آهن قراضه)      |                                   | [ ۵۳ ]        |
| ۲۰۰۵ | یک زندگی ناتمام                                | میچ                         |                                   | [ ۵۴ ]        |
| ۲۰۰۵ | جنگ دنیاها                                     | راوی                        | صداپیشه                           | [ ۵۵ ]        |
| ۲۰۰۵ | بتمن آغاز می‌کند                                | لوسیوس فاکس                 |                                   | [ ۵۶ ]        |
| ۲۰۰۵ | رهاشده                                         | سم                          |                                   | [ ۵۷ ]        |
| ۲۰۰۵ | ادیسون                                         | اشفورد                      |                                   | [ ۵۸ ]        |
| ۲۰۰۵ | دلتنگی باشکوه: قدم زدن روی ماه به صورت سه بعدی | نیل آرمسترانگ               | فیلم مستند                        | [ ۵۹ ]        |
| ۲۰۰۶ | قرارداد                                        | فرانک کاردن                 |                                   | [ ۶۰ ]        |
| ۲۰۰۶ | شماره شانس اسلوین                              | رئیس                        |                                   | [ ۶۱ ]        |
| ۲۰۰۶ | ۱۰ مورد یا کمتر                                | خودش                        | همچنین تهیه‌کننده اجرایی           | [ ۶۲ ]        |
| ۲۰۰۷ | ایوان قادر مطلق                                | خدا                         |                                   | [ ۸ ]         |
| ۲۰۰۷ | ضیافت عشق                                      | هری استیونسون               |                                   | [ ۶۳ ]        |
| ۲۰۰۷ | رفته عزیزم رفته                                | جک دویل                     |                                   | [ ۶۴ ]        |
| ۲۰۰۷ | فهرست باکت                                     | کارتر چامبرز                |                                   | [ ۶۵ ]        |
| ۲۰۰۸ | تحت تعقیب                                      | اسلوان                      |                                   | [ ۶۶ ]        |
| ۲۰۰۸ | استاد عشق                                      | راوی                        | صداپیشه                           | [ ۶۷ ]        |
| ۲۰۰۸ | شوالیه تاریکی                                  | لوسیوس فاکس                 |                                   | [ ۶۸ ]        |
| ۲۰۰۹ | سارقان                                         | کیت ریپلی                   | همچنین با نام کد نیز شناخته می‌شود | [ ۶۹ ]        |
| ۲۰۰۹ | دوشیزه سرقت                                    | چارلز پترسون                |                                   | [ ۷۰ ]        |
| ۲۰۰۹ | شکست‌ناپذیر                                     | نلسون ماندلا                | همچنین تهیه‌کننده اجرایی           | [ ۷۱ ]        |
| ۲۰۱۰ | رِد                                             | جو ماتسون                   |                                   | [ ۷۲ ]        |
| ۲۰۱۱ | کونان بربر                                     | راوی                        | صداپیشه                           | [ ۷۳ ]        |
| ۲۰۱۱ | داستان دلفین                                   | دکتر مک‌کارتی                |                                   | [ ۷۴ ]        |
| ۲۰۱۲ | جادوی بل آیل                                   | مونت وایلهورن               |                                   | [ ۷۵ ]        |
| ۲۰۱۲ | شوالیه تاریکی برمی‌خیزد                         | لوسیوس فاکس                 |                                   | [ ۷۶ ]        |
| ۲۰۱۳ | المپیوس سقوط کرده‌است                           | آلن ترامبول، رئیس مجلس      |                                   | [ ۷۷ ]        |
| ۲۰۱۳ | فراموشی                                        | بیچ                         |                                   | [ ۷۸ ]        |
| ۲۰۱۳ | اکنون مرا می‌بینی                               | تادئوس بردلی                |                                   | [ ۷۹ ]        |
| ۲۰۱۳ | آخرین وگاس                                     | آرچی                        |                                   | [ ۸۰ ]        |
| ۲۰۱۴ | فیلم لگو                                       | ویتروویوس                   | صداپیشه                           | [ ۸۱ ]        |
| ۲۰۱۴ | برتری                                          | جوزف تاگر                   |                                   | [ ۸۲ ]        |
| ۲۰۱۴ | لوسی                                           | پروفسور نورمن               |                                   | [ ۸۳ ]        |
| ۲۰۱۴ | داستان دلفین ۲                                 | دکتر مک‌کارتی                |                                   | [ ۷۴ ]        |
| ۲۰۱۴ | طبقه پنجم                                      | الکس                        | همچنین تهیه‌کننده اجرایی           | [ ۸۴ ]        |
| ۲۰۱۴ | لنون یا مک‌کارتنی                               | خودش                        | فیلم مستند کوتاه، کلیپ مصاحبه     | [ ۸۵ ]        |
| ۲۰۱۵ | آخرین شوالیه‌ها                                 | بارتوک                      |                                   | [ ۸۶ ]        |
| ۲۰۱۵ | تد ۲                                           | پاتریک میگان                |                                   | [ ۸۷ ]        |
| ۲۰۱۵ | شتاب                                           | سناتور                      |                                   | [ ۸۸ ]        |
| ۲۰۱۶ | لندن سقوط کرده‌است                              | معاون رئیس‌جمهور آلن ترامبول |                                   | [ ۸۹ ] [ ۹۰ ] |
| ۲۰۱۶ | اکنون مرا می‌بینی ۲                             | تادئوس بردلی                |                                   | [ ۹۱ ]        |
| ۲۰۱۶ | بن هور                                         | شیخ ایلدریم                 |                                   | [ ۹۲ ]        |
| ۲۰۱۷ | مد روز                                         | ویلی                        |                                   | [ ۹۳ ]        |
| ۲۰۱۷ | تازه شروع شده                                  | دوک دایور                   |                                   | [ ۹۴ ]        |
| ۲۰۱۸ | آلفا                                           | راوی                        | صداپیشه                           | [ ۹۵ ]        |
| ۲۰۱۸ | فندق‌شکن و چهار قلمرو                           | دراسل میر                   |                                   | [ ۹۶ ]        |
| ۲۰۱۸ | برایان بنکس                                    | جروم جانسون                 | تک‌جلوه                            | [ ۹۷ ]        |
| ۲۰۱۹ | شاهزادهٔ صف                                     | N/A                         | همچنین تهیه‌کنندهٔ اجرایی           | [ ۹۸ ]        |
| ۲۰۱۹ | کشتن کنت چمبرلین                               | N/A                         | همچنین تهیه‌کنندهٔ اجرایی           | [ ۹۹ ]        |
| ۲۰۱۹ | رز سمی                                         | داک                         |                                   | [ ۱۰۰ ]       |
| ۲۰۱۹ | انجل سقوط کرده‌است                              | آلن ترامبول                 |                                   | [ ۱۰۱ ]       |
| ۲۰۲۰ | به دنبال بازگشت                                | رجی فونتین                  |                                   | [ ۱۰۲ ]       |
| ۲۰۲۱ | سفر به آمریکا ۲                                | خودش                        |                                   | [ ۱۰۳ ]       |
| ۲۰۲۱ | غلبه                                           | دیمون                       |                                   | [ ۱۰۴ ]       |
| ۲۰۲۱ | محافظ همسر یک آدم‌کش                            | مایکل برایس سینیور/ ارشد    |                                   | [ ۱۰۵ ]       |
| ۲۰۲۲ | بزرگراه بهشت                                   | جریک                        |                                   | [ ۱۰۶ ]       |
| ۲۰۲۲ | دقیقه‌ای که مرده از خواب بیدار می‌شوی            | کلانتر تورموند فاولر        |                                   | [ ۱۰۷ ]       |
| ۲۰۲۳ | قاتل مذهبی                                     | دکتر ماکلز                  |                                   | [ ۱۰۸ ]       |
| ۲۰۲۳ | یک آدم خوب                                     | دنیل                        |                                   | [ ۱۰۹ ]       |
| TBA  | ۵۷ ثانیه                                       | آنتون بورل                  | فیلم‌برداری                        | [ ۱۱۰ ]       |
| TBA  | تیرانداز                                       | کندریک رایکر                | فیلم‌برداری                        | [ ۱۱۱ ]       |

| به آثاری اشاره دارد که در حال حاضر منتشر نشده‌اند | به آثاری اشاره دارد که در حال حاضر منتشر نشده‌اند |

## تلویزیون
| سال        | عنوان                          | نقش                                   | توضیحات                            | منبع                  |
| ---------- | ------------------------------ | ------------------------------------- | ---------------------------------- | --------------------- |
| ۱۹۷۷–۱۹۷۱  | شرکت برق                       | مل موندز/ ایزی ریدر/ کاراکترهای مختلف | قسمت ۷۸۰                           | [ ۱ ] [ ۱۱۲ ] [ ۱۱۳ ] |
| ۱۹۷۸       | غرش رعد، گریۀ من را بشنو       | عمو همر لوگان                         | تله‌فیلم                            | [ ۱۱۴ ] [ ۱۱۵ ]       |
| ۱۹۷۹       | تصویر توخالی                   | رالف سیمونز "سوییت تاک"               | فیلم تلویزیونی                     | [ ۱۱۶ ]               |
| ۱۹۸۱       | امید رایان                     | سیسرو مورفی                           | قسمت ۲                             | [ ۱۱۷ ]               |
| ۱۹۸۱       | داستان مروا کالینز             | کلارنس کالینز                         | فیلم تلویزیونی                     | [ ۱۱۸ ]               |
| ۱۹۸۱       | مرگ یک پیامبر                  | مالکوم ایکس                           | فیلم تلویزیونی                     | [ ۱۱۹ ]               |
| ۱۹۸۳       | دنیایی دیگر                    | دکتر روی بینگام                       | قسمت ۵                             | [ ۱۱۳ ]               |
| ۱۹۸۵       | کشتار کودکان آتلانتا           | بن شلتر                               | مینی‌سریال                          | [ ۱۲۰ ]               |
| ۱۹۸۵       | منطقه نیمه‌روشن                 | مارتی                                 | قسمت: "انتخاب دلال"                | [ ۱۲۱ ]               |
| ۱۹۸۶       | محل استراحت                    | لوتر جانسون                           | فیلم تلویزیونی                     | [ ۱۲۲ ]               |
| ۱۹۸۷       | جنگ برای زندگی                 | دکتر شرارد                            | فیلم تلویزیونی                     | [ ۱۲۳ ]               |
| ۱۹۸۸       | کلینتون و نادین                | دورسی پرات                            | فیلم تلویزیونی                     | [ ۱۲۴ ]               |
| ۱۹۹۰       | ویژه روز زمین                  | والتر سامسون                          | ویژه تلویزیون                      | [ ۱۲۵ ]               |
| ۲۰۰۸       | انقلاب صدای کانال اسمیتسونین   | خودش (میزبان)                         |                                    | [ ۱۲۶ ]               |
| ۲۰۰۸       | استیون فرای در آمریکا          | خودش                                  | قسمت: "می‌سی‌سی‌پی"                   | [ ۱۲۷ ]               |
| ۲۰۱۰       | پخش زنده شنبه شب               | خودش (افتخاری)                        | قسمت: "برایان کرانستون / کانی وست" | [ ۱۲۸ ]               |
| ۲۰۱۹–۲۰۱۴  | خانم وزیر                      | قاضی ارشد فراولی                      | قسمت ۳، همچنین تهیه‌کننده اجرایی    | [ ۱۲۹ ]               |
| ۲۰۱۶–اکنون | داستان خدا با مورگان فریمن     | خودش (میزبان)                         | همچنین تهیه‌کننده اجرایی            | [ ۱۳۰ ]               |
| ۲۰۱۶       | مراسم اهدای جایزه بریکترو ۲۰۱۷ | خودش (میزبان)                         | ویژه تلویزیون                      | [ ۱۳۱ ]               |
| ۲۰۱۷–اکنون | داستان ما با مورگان فریمن      | خودش (میزبان)                         | همچنین تهیه‌کننده اجرایی            | [ ۱۳۲ ]               |
| ۲۰۱۷       | مراسم اهدای جایزه بریکترو ۲۰۱۸ | خودش (میزبان)                         | ویژه تلویزیون                      | [ ۱۳۳ ]               |

## راوی
| سال       | عنوان                                                 | توضیحات                                | منبع    |
| --------- | ----------------------------------------------------- | -------------------------------------- | ------- |
| ۱۹۹۴      | داستان‌های وقت خواب شلی دووال                          | بخش: آموس، داستان یک سگ پیر و نیمکت او | [ ۱۳۴ ] |
| ۱۹۹۶      | سفر عظیم                                              | مستند                                  | [ ۱۳۵ ] |
| ۱۹۹۷      | راه طولانی خانه                                       | مستند                                  | [ ۱۳۶ ] |
| ۲۰۰۴      | شکار رئیس‌جمهور                                        | مستند                                  | [ ۱۳۷ ] |
| ۲۰۰۴      | یک قول قابل توجه                                      | فیلم کوتاه                             | [ ۱۳۸ ] |
| ۲۰۰۴      | برده‌داری و ساخت آمریکا                                | مستند                                  | [ ۱۳۹ ] |
| ۲۰۰۵      | رژه پنگوئن‌ها                                          | مستند                                  | [ ۱۳۶ ] |
| ۲۰۰۹      | جشن شب می‌سی‌سی‌پی                                       | مستند                                  | [ ۱۴۰ ] |
| ۲۰۱۷–۲۰۱۰ | گذر از کرم‌چاله                                        | میزبان                                 | [ ۱۴۱ ] |
| ۲۰۱۱      | کنجکاوی                                               | قسمت: "آیا جهان موازی وجود دارد؟"      | [ ۱۴۲ ] |
| ۲۰۱۱      | زاده برای وحشی بودن                                   | مستند                                  | [ ۱۴۳ ] |
| ۲۰۱۱      | شکستن تابو                                            | مستند                                  | [ ۱۴۴ ] |
| ۲۰۱۴      | جزیره لمورس: ماداگاسکار                               | مستند                                  | [ ۱۴۵ ] |
| ۲۰۱۷–۲۰۱۶ | داستان خدا با مورگان فریمن                            | میزبان                                 | [ ۱۴۶ ] |
| ۲۰۱۷      | عصر چرخش: دیو چاپل زنده در پالادیوم هالیوود           | استند آپ ویژه                          | [ ۱۴۷ ] |
| ۲۰۱۷      | تعمق در قلب تگزاس: دیو چاپل زنده در آستین سیتی لیمیتز | استند آپ ویژه                          | [ ۱۴۷ ] |

## موزیک ویدیو
| سال  | عنوان            | هنرمند    | نقش  | منبع            |
| ---- | ---------------- | --------- | ---- | --------------- |
| ۲۰۰۲ | «در انتظار جویی» | استیو ازر | راوی | [ ۱۴۸ ] [ ۱۴۹ ] |

## بازی ویدیویی
| سال  | عنوان                     | نقش صدا     | منبع            |
| ---- | ------------------------- | ----------- | --------------- |
| ۲۰۰۵ | بتمن آغاز می‌کند           | لوسیوس فاکس | [ ۱۵۰ ]         |
| ۲۰۰۹ | تحت تعقیب: سلاح‌های سرنوشت | اسلون       | [ ۱۵۱ ] [ ۱۵۲ ] |

## تئاتر
| سال       | عنوان                  | نقش                       | محل                                                    | منبع                    |
| --------- | ---------------------- | ------------------------- | ------------------------------------------------------ | ----------------------- |
| ۱۹۷۰–۱۹۶۴ | سلام عزیزم!            | رودولف                    | تئاتر سنت جیمز                                         | [ ۱۵۳ ] [ ۱۵۴ ] [ ۱۵۵ ] |
| ۱۹۶۷      | نیگرلاورز              | کریمپوف                   | تئاتر اورفیوم                                          | [ ۱۵۶ ]                 |
| ۱۹۶۹      | ده‌ها                   | کی‌گاراوو                  | تئاتر بوث                                              | [ ۱۵۷ ] [ ۱۵۸ ]         |
| ۱۹۶۹      | نمایشگاه               | دیوید                     | خانه بازیگران                                          | [ ۱۵۹ ] [ ۱۶۰ ]         |
| ۱۹۷۱–۱۹۷۰ | پرلی                   | پرلی                      | تئاتر برادوی/ تئاتر وینتر گاردن/ تماشاخانه آگوست ویلسن | [ ۱۶۱ ] [ ۱۶۲ ]         |
| ۱۹۷۸      | نجیب بزرگ              | زک                        | تئاتر امباسادور                                        | [ ۱۳۶ ] [ ۱۶۳ ]         |
| ۱۹۷۸      | مرغان ماهی خوار سفید   | وینستون                   | تئاتر لوسیل لورتل                                      | [ ۱۶۴ ] [ ۱۶۵ ]         |
| ۱۹۷۹      | کوریولانوس             | کایوس مارتیوس/ کوریولانوس | پابلیک تییتر/ تئاتر انسپاچر/ تئاتر دلاکورت             | [ ۱۶۶ ] [ ۱۶۷ ] [ ۱۶۸ ] |
| ۱۹۷۹      | ژولیوس سزار            | کاسکا                     | پابلیک تییتر/ تئاتر انسپاچر                            | [ ۱۶۹ ] [ ۱۷۰ ]         |
| ۱۹۸۰      | ننه دلاور و فرزندان او | چاپلین                    | پابلیک تییتر/ تئاتر نیومن                              | [ ۱۷۱ ] [ ۱۷۲ ]         |
| ۱۹۸۳      | باک                    | فرد میلی                  | تئاتر امریکن پلیس                                      | [ ۱۷۳ ] [ ۱۷۴ ]         |
| ۱۹۸۴      | مدا و عروسک            | دکتر وینستون              | تئاتر ساموئل بکت                                       | [ ۱۷۵ ] [ ۱۷۶ ]         |
| ۱۹۹۰–۱۹۸۷ | رانندگی برای خانم دیزی | هاوک کولبرن               | تئاتر جان هوسمن                                        | [ ۴ ] [ ۱۷۷ ]           |
| ۱۹۸۸      | انجیل در کولونوس       | پیام رسان                 | تئاتر لانت-فونتانه                                     | [ ۱۷۸ ] [ ۱۷۹ ]         |
| ۱۹۹۰      | رام کردن زن سرکش       | پتروچیو                   | تئاتر دلاکورت                                          | [ ۱۸۰ ] [ ۱۸۱ ]         |
| ۲۰۰۸      | دختر روستایی           | فرانک الگین               | تئاتر برنارد بی. جیکوبز                                | [ ۱۸۲ ] [ ۱۸۳ ]         |
| ۲۰۱۱      | ۸                      | دیوید بویز                | تئاتر یوجین اونیل                                      | [ ۱۸۴ ]                 |